# 潮州粉粿

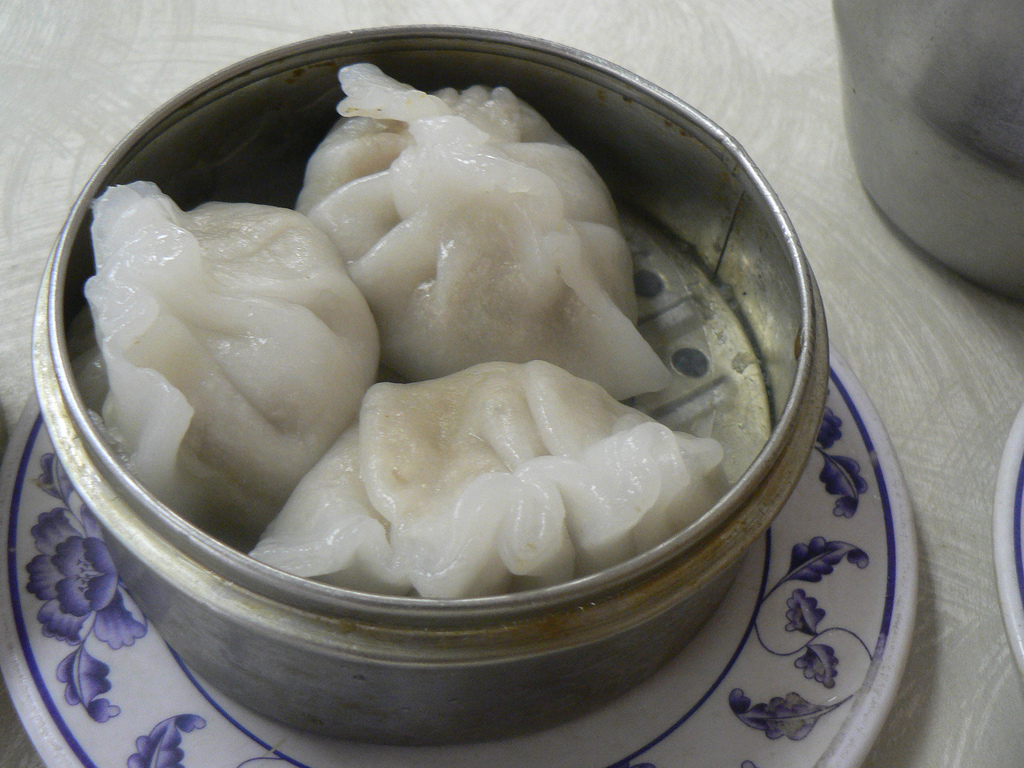
潮州粉粿

潮州粉粿，别名粉果，是中國粵菜中的點心之一。表皮光亮，呈白色。潮州粉粿以花生、韮菜碎、豬肉碎、蝦米等為餡料，以澄麵作皮包好，隔水蒸製而成，一般佐以辣椒油食用。